# Ramon Ferrer Navarro

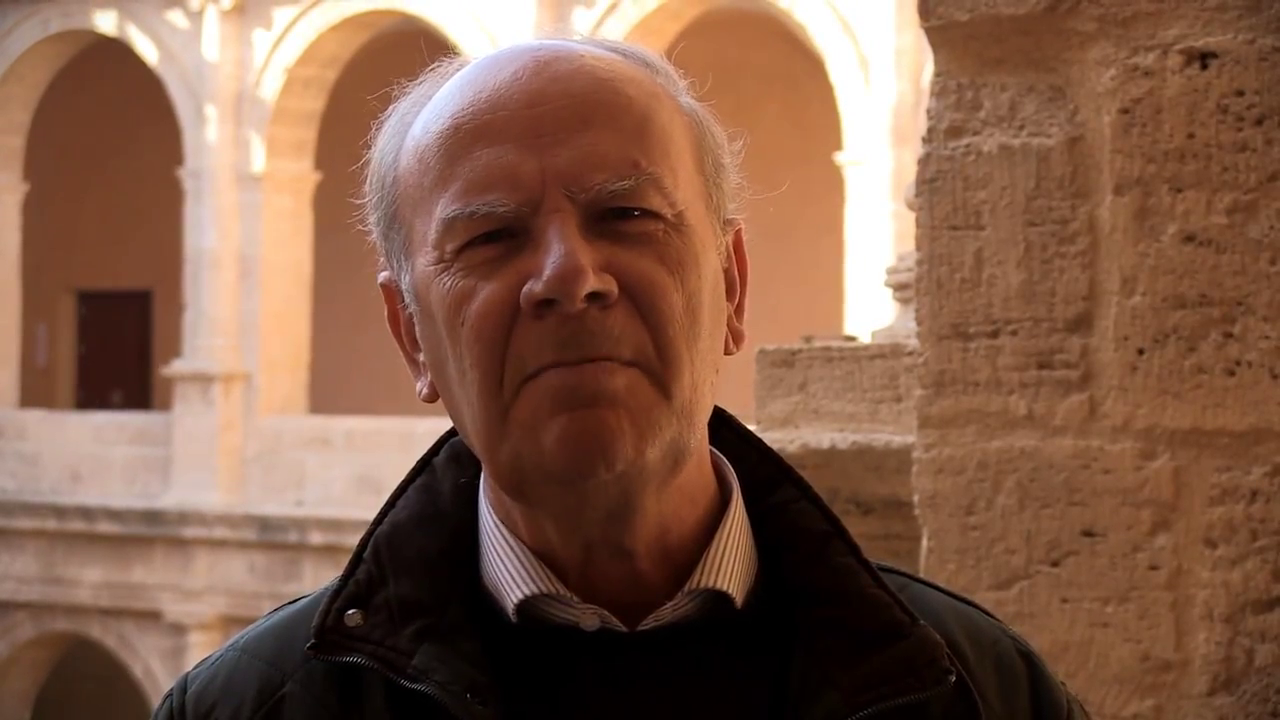
Ramon Ferrer en un acto del día del libro valenciano.

Ramon Ferrer Navarro (Villarreal, Castellón, 1946) es un historiador español, doctor en Historia Medieval por la Universidad de Valencia, y presidente de la Academia Valenciana de la Lengua (AVL) desde 2011 hasta 2022.

## Biografía
Después de doctorarse en la Universidad de Valencia fue profesor del departamento de Historia Medieval de la misma universidad. Además, es académico numerario de la Real Academia de Cultura Valenciana desde el año 1984. Fue nombrado académico también de la AVL desde su inicio en 1998, a propuesta del Partido Popular. Ramon Ferrer ha moderado sus posiciones lingüísticas iniciales, cercanas al secesionismo lingüístico, de tal forma que defendió el dictamen que promulgó la AVL en reconocimiento de la unidad lingüística entre el catalán y el valenciano.
El 18 de noviembre de 2011 consiguió ganar las elecciones a presidente de la AVL, frente al filólogo Manuel Pérez Saldanya, que ocupaba la presidencia del ente de manera interina después de la dimisión de la anterior presidenta, Ascensió Figueres, que abandonó la academia para formar parte de las listas del Partido Popular en las elecciones generales de 2011.
A principios de 2014 la definición de valenciano realizada por la AVL causó polémica. En febrero de 2014 padeció dos ataques con pintadas en su domicilio atribuidas al GAV en los que se le acusaba de catalanista. También en relación con esa polémica, dimitió de su puesto en la RACV en marzo de 2014.

## Obra
Ramon Ferrer es autor de varios monográficos sobre fuentes, comercio medieval valenciano, repoblación, instituciones, minorías y toponimia, entre los cuales se puede citar El Llibre del Repartiment del Regne Valencià; Coses vedades en 1393; L'exportació valenciana en el segle XIV; Conquista i repoblació del Regne de València; Documents i dades per a un estudi toponímic de la regió valenciana; La València de Lluís Vives; Ausiàs March i la seua època.